# 貓咪經濟學

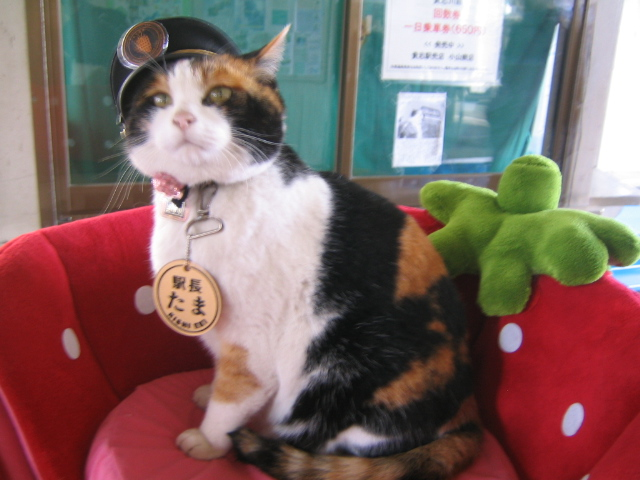
被認為引發平成猫熱潮的和歌山電鐵貴志站小玉站長（初代）

貓咪經濟學（日语：ネコノミクス）是日本民間模仿「安倍經濟學」（アベノミクス）創造的新詞及流行語，用於代指平成時代出現的猫熱潮。2015年左右開始使用。
2010年代，日本掀起了一陣空前的猫熱潮。熱潮被認為是由和歌山電鐵貴志站有名的三色猫小玉站長引發，單是這隻貓的經濟效果即達每年11億日圓。2012年至2016年4年間，日本共增加30万隻家養猫，達至987万隻，即將超越家養狗数目，關西大学名誉教授宮本勝浩更計算稱，算上猫特集本及猫商品的銷售收入等，2015年由貓產生的經濟效果約有2兆3162億日圓，超越2020年東京奧運的經濟效果；大眾傳媒於是模仿安倍晋三提倡的安倍經濟學，將這陣風潮稱為「貓咪經濟學」。在2月22日「猫之日」，包括被稱作「猫城」的廣島縣尾道市在內，全国各地均舉辦各式活動，獲得好評。與猫相關的SNS網站等急增亦有份推動熱潮。
寵物食品協會發表的2015年度飼育實態調查顯示，全國約有987万4000隻家養猫，即將超越約991万7000隻的家養狗。飼料費等飼養費用約為1兆1020億日圓，帶來的觀光經濟效果約40億日圓。

## 背景
分析認為，隨著高齡者及獨居家戶增加，比起需要費時帶去遛的狗，偏向養猫的人愈來愈多，為猫熱潮奠定基礎。社會上還出現了「猫男子」一詞，代表與猫生活的男子。

## 作品及商品

### 書籍雜誌
猫写真集、飼養指南、飼主隨筆等變得流行，女性週刊誌《an.an》刊登猫特集，模仿《女性自身》、命名為《貓自身》（ねこ自身）的雜誌書約1個半月售出92,000本。市面上亦有《貓》（ねこ）、《猫日和》（猫びより）、《猫生活》（猫ぐらし）等專門雜誌出版，神保町一間書店增設猫書專處後，銷售收入增至前年度同期3倍。

### 電影
繼《貓侍 去南之島》、《為什麼貓都叫不來。》後，2016年5月又有《如果這世界貓消失了》上映，反映電影界的猫熱潮。

### 電視
《岩合光昭的世界貓行》於2013年成為NHK BS Premium的常設節目，講述動物攝影家岩合光昭拍攝世界各地的猫；岩合拍攝的猫写真集銷量及猫写真展參加者亦有增加。

### 廣告
2015年，有猫出現的電視廣告增長至1.5倍。

### 猫商品
市面上的猫商品銷量良好，並出現相當於人類藝人的「藝猫」。福岡縣大川市為宣傳地區家具產業的技術能力，在互聯網發布影片，顯示猫躺在特製的超小型梳化上，引發国内外買家查詢，及後更開始接受實際的猫用家具訂單。

### 遊戲
智能電話遊戲《貓咪收集》下載數突破1000万。